# Big Band Bossa Nova
Big Band Bossa Nova — альбом саксофоніста Стена Гетца у супроводі оркестру Гері Макфарланда. Альбом продюсував Крід Тейлор для Verve Records, аранжувальником та диригентом виступив Гері Макфарланд. Це другий босанова-альбом Гетца, створений на студії Verve після його попередньої дуже успішної співпраці з гітаристом Чарлі Бердом над альбомом Jazz Samba.
Запис відбувся 27-28 серпня 1962 року в Нью-Йорку на студії CBS на 30-й вулиці.
Оформлення альбому виконано пуерториканською художницею Ольгою Альбіцу в стилі абстрактного експресіонізму.

## Музика
Альбом складається з чотирьох пісень бразильських композиторів і чотирьох оригінальних композицій Макфарланда. Обраний Макфарландом склад оркестру відрізняється від традиційного формату біг-бенду з восьмома мідними духовими та п'ятьма саксофонами, цього разу до ансамблю увійшли чотирма дерев'яних духових, валторна, три труби та два тромбони.
До ритм-секції з чотирьох виконавців додались два перкусіоністи.
Макфарланд вільно змішує свої інструментальні барви, аби забезпечити постійно мінливу палітру на підтримку тенор-саксофона Гетца. Короткими сольними номерами представлені гітарист Джім Голл, піаніст Генк Джонс, трубач Док Северінсен і тромбоніст Боб Брукмейер.
Джазовий критик Дон ДеМайкл у своєму відгуку, опублікованому 6 грудня 1962 року у часописі Down Beat, нагородив альбом найвищим рейтингом — п'ятьма зірками. Він писав сказав: "Мелодійний дар Гетца ніколи не був більш очевидним, навіть коли він грає «прямую» мелодію, це виглядає майстерно. У небагатьох джазменів був такий дар … і це пов'язано зі співом за допомогою інструмента, тому що Гетц не просто грає соло, він співає, це можливо почути у будь-якому з треків, але найяскравіше у «Triste» та «Saudade».
Також ДеМайкл відзначив, що успіх альбому значною мірою завдячує Макфарланду. «Він розуміє правильну комбінацію інструментів для досягнення певного звучання і має смак не використовувати всі інструменти, що є під рукою, весь час. Його заощадливе використання ансамблю дозволяє висвітлювати красу соліста і матеріалу».
Хоча новий альбом Гетца не досяг показників популярності свого попередника, він, за даними чарту Billboard, посів 13 місце за підсумками 23 тижнів.

## Список композицій
| Трек | Назва                  | Автори                        | Тривалість |
| ---- | ---------------------- | ----------------------------- | ---------- |
| A1   | «Manhã De Carnaval»    | Луїс Бонфа                    | 5:47       |
| A2   | «Balanço no Samba»     | Гері Макфарланд               | 2:54       |
| A3   | «Melancólico»          | Гері Макфарланд               | 4:42       |
| A4   | «Entre Amigos»         | Гері Макфарланд               | 2:57       |
| B1   | «Chega de Saudade»     | Том Жобім, Вінісіус ді Морайс | 3:58       |
| B2   | «Noite Triste»         | Гері Макфарланд               | 4:55       |
| B3   | «Samba de Uma Nota Só» | Том Жобім, Ньютон Мендонса    | 3:26       |
| B4   | «Bim Bom»              | Жуан Жілберту                 | 4:32       |

## Виконавці
- Стен Гетц — тенор-саксофон
- Док Северінсен, Берні Глоу, Джо Ферранте,  Кларк Террі, Нік Тревіс — труба
- Рей Алонж — валторна
- Боб Брукмейер, Віллі Денніс — тромбон
- Тоні Стадд — бас-тромбон
- Джеральд Санфіно, Рей Бекенстайн — флейта
- Ед Кейн — альтова флейта
- Рей Бекенстайн, Бейб Кларк, Волт Левінскі — кларнет
- Ромео Пенк — бас-кларнет
- Джім Холл — гітара
- Генк Джонс — фортепіано
- Томмі Вільямс — контрабас
- Джонні Ре — ударна установка
- Жозе Паулу — тамбурин
- Кармен Коста — кабаса
- Гері Макфарланд — аранжувальник і диригент